# Kiwu Północne
Kiwu Północne (fr. Nord-Kivu) – prowincja w Demokratycznej Republice Konga, której stolicą jest Goma.
W latach 2004–2009 była jedną z dwóch prowincji, w której toczyły się walki partyzantów z armią rządową.